# Бельбек (аэропорт)
Бельбе́к — аэродром совместного базирования на северо-западе Севастополя. С 2014 года пассажирские рейсы не осуществляются; аэродром обслуживает только самолёты ВКС РФ.
Своё название получил по названию соседней реки. Расположен на берегу моря, на территории Нахимовского района Севастополя, на Северной стороне города, примыкает вплотную к микрорайону Любимовка, где размещается одноимённый военный городок.
На аэродроме дислоцируется 38-й истребительный авиационный полк ВВС России имеющий 12 самолетов Су-27, 12 самолетов Су-27СМ, 3 Су-27УБ и 5 Су-30М2; также на аэродроме дислоцируется Севастопольский авиационно-спасательный центр МЧС России.

## История

### В советский период
Аэродром Бельбек построен как оперативный в 1938 году — летом этого года на него впервые приземлились 3-я и 4-я авиационные эскадрильи 32-го истребительного авиационного полка ВВС ЧФ на самолётах И-15бис. Летом 1939 года на аэродроме в состоянии дежурства находилась одна эскадрилья истребителей.
В 1940 году проводились эксперименты по подвеске истребителей И-16 на самолёт ТБ-3, т. н. система «звено СПБ» (составной пикирующий бомбардировщик или «звено Вахмистрова»). Бомбардировщик-носитель ТБ-3 в теории доставлял к цели подцепленные истребители И-16, на которые подвешивались бомбы. И-16 выступали в данном случае в роли пикирующих бомбардировщиков. Работы продолжались вплоть до января 1941 года. Базовым аэродромом «звена СПБ» служил аэродром Евпатория, а 2-я АЭ 32-го ИАП, принимавшая участие в этих опытах, на тот момент дислоцировалась на аэр. Бельбек. Также здесь размещалась 3-я АЭ на И-153 и звено управления полка.
На 22 июня 1941 года на аэродроме Бельбек размещались 2-я и 3-я АЭ (частью сил), 4-я АЭ в полном составе и 5-я АЭ. На вооружении были И-15, И-153 и И-16. Часть полка убыла на переучивание на МиГ-1 и МиГ-3. В Евпатории находилась часть 2-й АЭ (три звена СПБ).
С началом войны полк вступил в боевые действия.
К 30 октября 1941 года полк полностью убыл с аэродромов Бельбек и Евпатория на аэродром Херсонесский маяк.
На основании Приказа Командующего ВВС ЧФ № 096 от 20.05.1947 года на аэродром Бельбек передислоцирован 62-й истребительный авиационный полк ВВС Черноморского флота. Задачами полка было определено воздушное прикрытие г. Севастополя.
10 апреля 1950 года на базе 62-го ИАП формируется управление 49-й истребительной авиационной дивизии и ещё одного истребительного полка — 628-го ИАП ВВС ЧФ. Дивизия и оба полка дислоцировались в Бельбеке. На вооружении были самолёты американского производства Р-39. В этом же году 62-й ИАП приступил к переучиванию на истребители Ла-11, а уже через год полк получил самолёты МиГ-15.
В 1951 году на аэродроме началось строительство бетонной взлётно-посадочной полосы. Строительство продолжалось до осени 1952 года.
В 1955 году 628-й ИАП переучился на МиГ-17, а 62-й полк начал переучивание на МиГ-19.
6 апреля 1960 года, в рамках сокращения ВС СССР, 49-я ИАД и 628-й ИАП ВВС ЧФ на аэр. Бельбек были расформированы. 62-й ИАП был переподчинён 1-й дивизии 8-й ОА ПВО (Дир. МО СССР №Орг/5/606997 от 16.03.1960). Штаб дивизии находился в городе Севастополе, а штаб армии — в Киеве. Командовал 8-й отдельной армией трижды ГСС А. И. Покрышкин.
В 1968 году полк получил самолёты Су-15. Он оказался последней строевой частью в СССР, перевооружённой на эти машины, которые оставались в полку вплоть до начала 90-х годов.
Во второй половине 1980-х взлётно-посадочная полоса была значительно увеличена и улучшена, так как аэродром использовался руководителем СССР М. С. Горбачёвым при следовании на президентскую дачу в Форос. Эта реконструкция ВПП впоследствии позволила использовать аэродром в гражданских целях.
В начале 1990-х годов 62-й ИАП ПВО на аэродроме Бельбек начал перевооружение на Су-27, параллельно используя самолёты Су-15ТМ, которые продолжали эксплуатироваться вплоть до 1996 года.

### Независимая Украина
Военное использование аэродрома продолжилось, на нём базировался истребительный авиаполк, позднее 204-я бригада тактической авиации (в/ч А-4515). В 1990-х годах самолёты Су-15ТМ были заменены на Су-27, а в последние годы на вооружении авиабригады находились только самолёты МиГ-29.

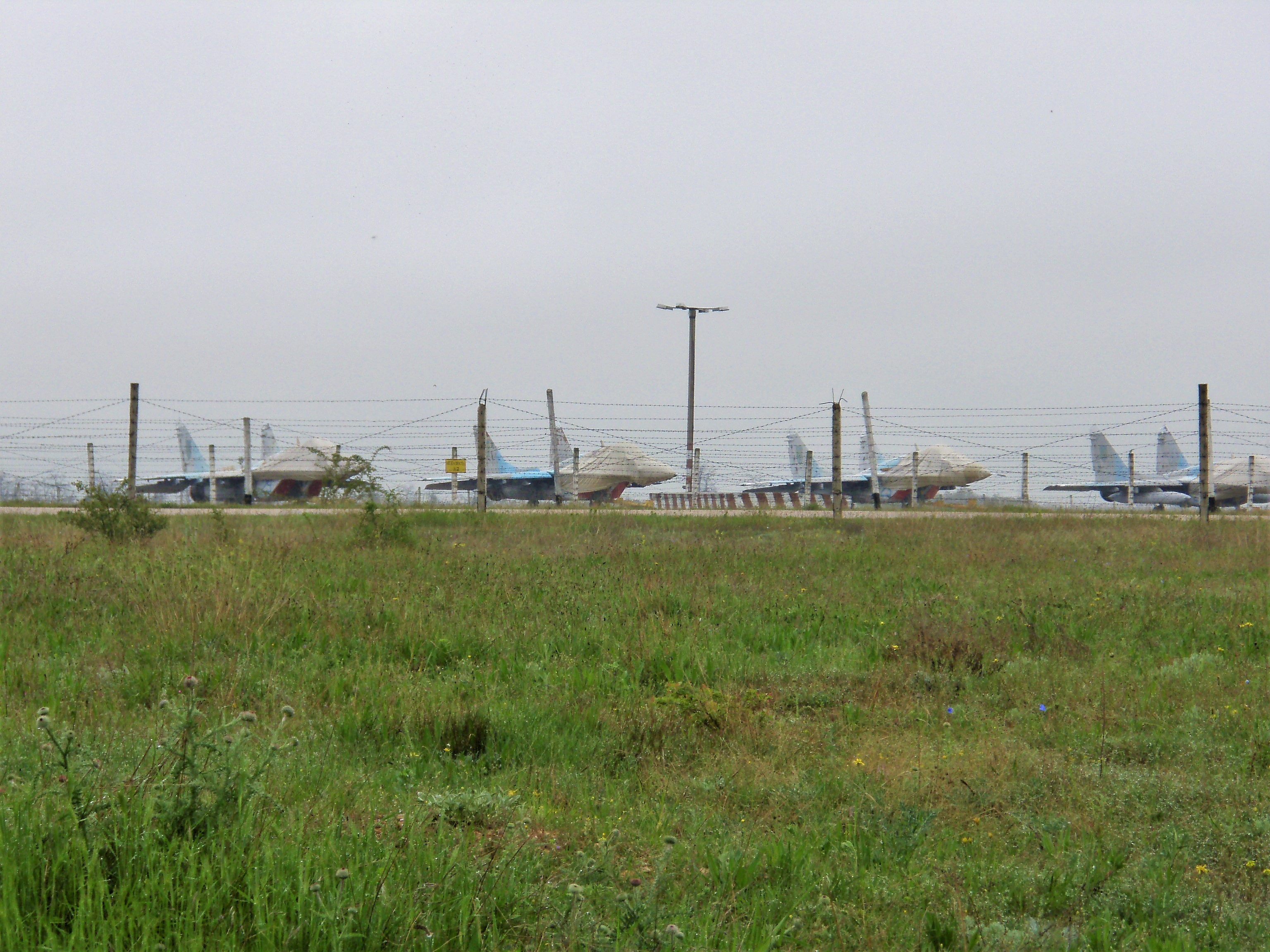
Боевые самолёты ВВС Украины на аэродроме Бельбек в 2011 году

С 6 августа 1993 года полёты гражданских воздушных судов на аэродроме организовало ООО «Авиакомпания Омега», а в дальнейшем созданное в 1994 году ГКП «Аэропорт Севастополь». Выполнялись рейсовые полёты в Киев и обратно на самолётах Ан-24 два раза в неделю, а также производились чартерные перевозки сменных рыболовецких экипажей севастопольской морской компании «Атлантика» на самолётах Ил-18 и другие чартерные рейсы. В 2001—2002 годах предпринимателями Украины и авиационными специалистами Севастополя на базе этих организаций было организовано ООО «Аэропорт „Бельбек“».
С июля 2002 года были возобновлены гражданские перевозки. В декабре 2002 года аэропорт получил лицензию и на международные авиаперевозки.
В период с 2002 по 2007 годы было осуществлено около 4 тысяч авиарейсов, в том числе половина международных, было перевезено около 50 тыс. пассажиров. В 2007 году полёты гражданских воздушных судов были временно приостановлены, в связи с отказом Министерства обороны Украины продлить договор о совместном использовании аэродрома.
Весной 2010 года Севастопольская городская администрация заявила о возобновлении функционирования аэропорта. 30 апреля 2010 года авиакомпания «Днеправиа» на своём официальном сайте заявила о введении рейсов из Севастополя в Днепропетровск, Киев и Москву.
27 мая 2010 года авиакомпания «Аэросвит» заявила о заключении код-шерингового соглашения с авиакомпанией «Днеправиа» о совместном обслуживании воздушных линий Киев — Севастополь и Днепропетровск — Севастополь.
Помимо авиаперевозок в Севастополь из Киева и Днепропетровска в партнёрстве с компанией «Аэросвит», «Днеправиа» также открыла с 3 июля 2010 года собственные ежедневные регулярные рейсы между Севастополем и Москвой (аэропорт «Внуково»).
30 мая 2010 года состоялось торжественное открытие аэропорта «Бельбек».
26 сентября 2013 года Севастопольской бригаде тактической авиации было присвоено имя трижды Героя Советского Союза Александра Покрышкина.
Около трёх часов ночи 28 февраля 2014 года вооружёнными силами РФ была проведена операция по блокированию территории аэропорта, в которой было задействовано до трёхсот военнослужащих. Дорога в аэропорт была перекрыта «ежами» и поставлена под охрану. На территорию аэропорта были введены 3 бронетранспортёра и 10 военных грузовиков «Урал». Была временно заблокирована работа госпредприятия, обеспечивающего воздушное движение над территорией полуострова.
Сначала войска Рф заняли здание обслуживания делегаций, на следующий день — ангары, потом окружили караульное помещение. Караул не подчинился требованию сдать оружие. Вечером произошёл штурм караульного помещения с помощью светошумовых гранат. Поскольку приказа от высшего украинского командования не последовало, караульное помещение и склады были сданы. Военнослужащие заняли почти всю территорию войсковой части 4515. Утром 4 марта полсотни украинских военнослужащих без оружия, с флагами, под командованием полковника Юлия Мамчура пришли в сопровождении журналистов на аэродром с требованием пропустить их на территорию. Военнослужащие встретили их выстрелами в воздух, но после переговоров группе технических специалистов разрешили пройти на свои рабочие места.

#### После аннексии Крыма Российской Федерацией
22 марта, после аннексии Крыма Россией, войсковая часть 4515, личный состав которой отказался сдаться и согласиться на условия, предложенные российским командованием (выход личного состава без оружия и техники и увольнение, либо вхождение в состав Вооружённых сил России), была взята штурмом.
После аннексии Крыма Россией на аэродроме расположен 38-й истребительный авиационный полк 27-й смешанной авиационной дивизии 4-го командования ВВС и ПВО России. В его составе две эскадрильи с самолётами Су-27СМ, Су-30М2, Су-27П, Су-27УБ. Матчасть и личный состав были взяты из полков ВВС в Центральной Угловой (Владивосток), Дзёмги (Комсомольск-на-Амуре), Бесовец (Петрозаводск) и Крымска (Краснодарский край). Несколько самолётов поступили прямо с заводов.
Всего на аэродроме планируется размещение 24 боевых и 6 учебно-боевых самолётов.
Около половины всего личного состава бывшей украинской 204-й бригады перешли на службу в ВВС России.
Большая часть располагавшихся на аэродроме самолётов украинской 204-й бригады тактической авиации весной 2014 года была возвращена Украине и перевезена наземным транспортом в Николаев, куда была передислоцирована бригада. В апреле 2014 года передача военной техники Украине по решению министра обороны РФ Сергея Шойгу была приостановлена в связи с началом боевых действий на востоке Украины. В Бельбеке, таким образом, остались семь украинских МиГ-29, два МиГ-29УБ и три L-39M1, использовать которые из-за их состояния практически невозможно.
По данным на ноябрь 2018 года, опубликованным Министерством по вопросам временно оккупированных территорий Украины со ссылкой на данные спутниковой съёмки, на аэродроме Бельбек базировалось 24 истребителя, в том числе 16 Су-27 различных модификаций и 8 МиГ-29, а также около 150 единиц специальной и военной техники; по мнению украинской стороны это может свидетельствовать о том, что это повышает возможности по приёму на аэродром войсковой авиации, в том числе и стратегической. Украинская сторона полагает, что на аэродроме базируется два полка ВКС России.
В конце ноября 2018 года Минобороны России сообщило о завершении реконструкции взлётно-посадочной полосы длиной 3,45 км. Кроме того, были реконструированы рулевые дорожки и перрон для стоянки воздушных судов.
По сообщению пресс-службы Минобороны России, 22 декабря 2018 года ожидался перелёт на «Бельбек» более 10 истребителей Су-27СМ и Су-30М2 с аэродрома «Крымск»; истребители будут постоянно дислоцироваться на севастопольском аэродроме.
22 декабря 2018 года на реконструированную полосу совершили техническую посадку два истребителя Су-30М2. Реконструированная полоса стала полосой двойного назначения и может принимать военные и гражданские воздушные суда всех типов.

#### Во время вторжения России на Украину
1 октября 2022 года, на фоне вторжения России на Украину, МиГ-31 с полным боекомплектом, во время взлёта с аэродрома Бельбек, выкатился за пределы полосы и разбился упав со склона. Начался пожар, сдетонировал боекомплект, самолет взорвался, один из летчиков погиб.
31 января 2024 года по аэродрому был нанесён ракетный удар.
16 мая 2024 года в результате ракетной атаки
были полностью уничтожены два МиГ-31, один Су-27 и склад горючего, также повреждения получил МиГ-29.

## Проезд
Аэропорт находится в 2,5 километрах от транспортной развязки «Симферополь — Севастополь/Ялта — аэропорт „Бельбек“», близ села Фруктовое, на территории Нахимовского района. Расстояние до южной части Севастополя (в объезд вокруг бухты) составляет 31 километр, до площади Захарова (главная площадь Северной стороны) — 9 километров, до Симферополя — около 60 километров, до Ялты — около 100 километров.

### Комментарии
1. ↑  38-й истребительный авиационный полк 27-й смешанной авиационной дивизии 4-й армии ВВС и ПВО Южного военного округа
2. ↑  по другим сообщениям — около 23 часов 27 февраля[14]